# エキサイゼリ
エキサイゼリ（益斎芹、学名：Apodicarpum ikenoi）は、セリ科に分類される多年生植物で、日本の固有種である。オバゼリ（婆芹）とも称される。また、本種のみで構成されるエキサイゼリ属 Apodicarpum は、日本の固有属である。

## 名称
「エキサイゼリ」という和名は、この種を越中富山藩主・前田利保が江戸郊外で初めて採集し、画家に描かせたことから、この大名の号「益斎（エキサイ）」を取って命名された。「オバゼリ」とも呼ばれるが、これは「婆芹」から来ており、利用価値のないセリを意味する。

## 特徴
多年草で、高さは約30 cmあり、全体に毛はない。茎はやわらかく、基部で分枝し、斜めに立つ。葉は葉柄があり、葉身は羽状複葉で互生している。小葉は柄がなく、1-4対、長さ1-3 cm、幅0.5-1.5 cmで、鋸歯がある。
5月頃に花期を迎え、複散形花序を茎頂につけ、小白花をに咲かせる。花柄は5-6本、総苞片1-2個、小総苞片2-3個を有する。花弁は5個で、上部は内側に曲がる。雄しべは5本で花弁より短い。果実は長さ2-3 mm。分果の隆条は太く、コルク質で分果柄が存在しない。また、熟しても緑色のままである。
ヌマゼリとよく似ているが、分果の点で大きく異なる。

## 分布と生育環境
関東地方や濃尾平野の湿地に自生している。広大なヨシ原に覆われている渡良瀬遊水地では、毎年春に「ヨシ焼き」が行われている。立ち枯れしたヨシが取り除かれることで地表に日光が届き、エキサイゼリをはじめ、トネハナヤスリ
Ophioglossum namegatae やタチスミレ Viola raddeana といった希少な植物の生育を助けている。

## 保全状況評価
準絶滅危惧（NT）（環境省レッドリスト）